# Acraea goetzi
Acraea goetzi är en fjärilsart som beskrevs av Friedrich Thurau 1903. Acraea goetzi ingår i släktet Acraea och familjen praktfjärilar. Inga underarter finns listade i Catalogue of Life.